# Aragóniai Izabella urgelli grófné
Aragóniai Izabella (Barcelona, Katalónia, 1380 – Alcolea de Cinca, Aragónia, 1424. január 28.), katalánul: Isabel d'Aragó, spanyolul: Isabel de Aragón, a neve a katalánban és a spanyolban valójában az Erzsébet megfelelője, születése jogán aragón királyi hercegnő, a házassága révén Urgell (spanyolul: Urgel) grófnéja, Àger algrófnéja, Antillón, Alcolea de Cinca és Fraga bárónéja. A Barcelonai-ház aragón királyi főágának a tagja.

## Élete
IV. (Szertartásos) Péter aragón királynak és negyedik feleségének, Fortià Szibillának az egyetlen nagykorúságot megért gyermeke.
Izabella hercegnő részt vett a sógornőjének, Luna Mária aragón királynénak 1399. április 22-ei koronázásán, amely kedden a Szent György napi ünnepségek keretében zajlott le Aragónia fővárosában, Zaragozában kilenc nappal Izabella bátyjának, Idős Mártonnak a koronázása után, akit április 13-án koronáztak meg. A királyné koronázásán a királyi családból jelen volt még a királyné édesanyja, Brianda d'Agoult lunai grófné, Izabella elsőfokú unokatestvére, Aragóniai Jolán címzetes nápolyi királyné és Anjou hercegnéje, aki Izabella másik bátyjának, I. (Vadász) János aragón királynak volt a kisebbik lánya, valamint Prades Margit, Idős Márton későbbi felesége is. A szertartáson Aragóniai Jolán, Anjou hercegnéje vitte a koronát, Izabella infánsnő vitte a jogart, és egy nemes hölgy, Guiomar úrnő vitte az országalmát.
Már az előző évben, 1398-ban felmerült Izabella neve egy lehetséges házassági terv részeként I. (Durazzói) László nápolyi királlyal, mely tárgyalás évekre elhúzódott, és 1401-ben kiegészült azzal az elképzeléssel, hogy Izabellánál 4-6 évvel idősebb unokaöccse, bátyjának, Idős Mártonnak a fia, az I. Mária szicíliai királynő halálával megözvegyült Ifjú Márton szicíliai király vegye feleségül László király nővérét, Durazzói Johanna nápolyi királyi hercegnőt, a későbbi II. Johanna királynőt. Ez az elképzelés egy kettős házasság reményét is kecsegtette, és a két Szicília közötti békekötés lehetőségét rejtette magában, hiszen a szigeten fel-fellobbanó lázadások szításában László király amúgy is élen járt. Végül mindkét házassági tárgyalás végül zsákutcába jutott, mivel a két szicíliai udvar más-más pápát támogatott: Nápoly és László király a római pápát, míg Palermo és Ifjú Márton az avignoni (ellen)pápát.
Izabella ezután 1407. július 29-én Valenciában feleségül ment II. Jakab (1380–1433) urgelli grófhoz, II. Péter urgelli grófnak és Palaiologina Margit montferrati őrgrófnőnek, II. János montferrati őrgróf és I. Izabella címzetes mallorcai királynő lányának a fia volt. II. Jakab Ifjú Márton aragón trónörökös és szicíliai király halálával 1409-ben lehetséges (prezumptív) aragón trónörökössé vált, hiszen Idős Márton király után ő lett a Barcelonai-ház soron következő feje.
Izabella lánya, Johanna rövid ideig jegyben járt II. János ciprusi királlyal, a házasság azonban végül nem jött létre.

## Gyermekei
- Férjétől, II. (Aragóniai) Jakab (1380–1433) urgelli gróftól, 5 gyermek: 
  - Izabella (Erzsébet) (1409–1443), férje Péter portugál infáns, Coimbra hercege, Portugália régense, I. János portugál király fia, 6 gyermek, többek között:
    - V. Péter (1429–1466), Aragónia megválasztott királya
    - Portugáliai János (1431–1457), Coimbra hercege, felesége Lusignan Sarolta (1442–1487) ciprusi királyi hercegnő és trónörökösnő, 1458-tól I. Sarolta néven Ciprus királynője, gyermekei nem születtek

  - Fülöp (1410/11–1422)
  - Eleonóra (1414–1438 után), férje Raimondo Orsini (–1459), Nola grófja, 1448-tól Salerno és Amalfi hercege, 2 fiú
  - Johanna (1415–1455), 1. férje I. (Grailly) János (1382–1436), Foix grófja, nem születtek gyermekei, 2. férje III. János Rajmund (1418–1486),  Prades és 1371-től Cardona grófja, 3 gyermek
  - Katalin (1415 után–1424 előtt)